# Еликон 35ц
Фото апарат или камера Еликон 35ц  се производила у фабрици Беломо - Минск («Белару́скае оптыка-мэхані́чнае аб’ядна́ньне») између 1982.  И 1990. године у СССР (сада Белорусији).  Фото апарат је користио црно-беле и колор негатив филмове. Апарат се производио у више варијанти.

## Спецификација
- Објектив: Индустар 98 38мм 1 /2,8
- Фокус: ручно
- Отвор бленде: 2,8 /32
- Батерије: 2 х АА
- Филм: 35мм ознака 135/36
- Блиц: уграђен активира се ручно[1]

## Галерија
- Фото апарат у футроли
- Фотоапарат у расклопљеној футроли
- Фото апарат задња страна расклопљен